# Martyrium der heiligen Barbara (Champeaux)

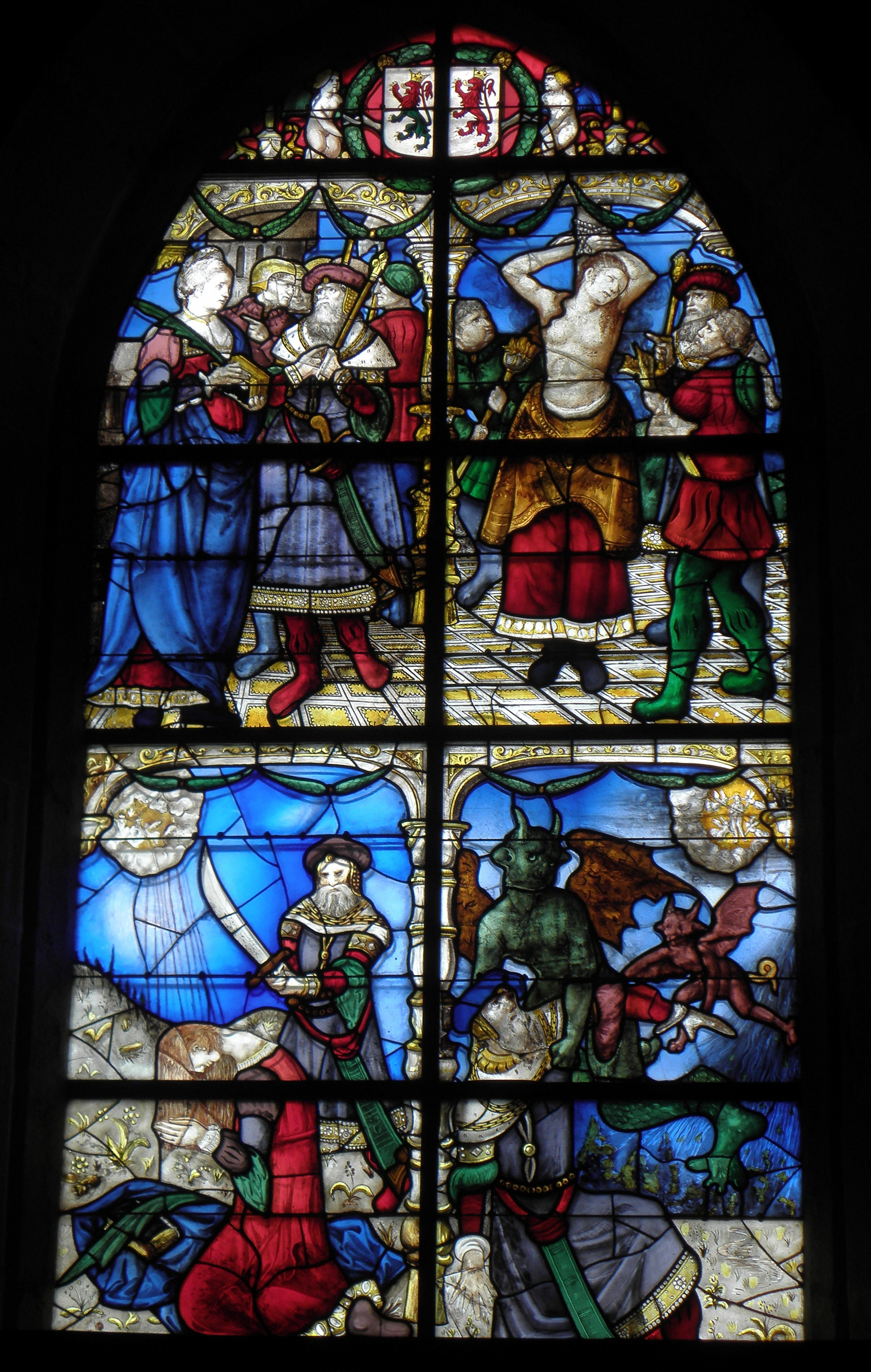
Fenster Martyrium der heiligen Barbara in Champeaux

Das Fenster Martyrium der heiligen Barbara in der ehemaligen Stiftskirche Ste-Marie-Madeleine in Champeaux, einer französischen Gemeinde im Département Ille-et-Vilaine in der Region Bretagne, wurde in der Mitte des 16. Jahrhunderts geschaffen. Das Bleiglasfenster wurde 1907 als Monument historique in die Liste der geschützten Objekte (Base Palissy) in Frankreich aufgenommen.
Das zweigeteilte Fenster im Chor stammt aus einer unbekannten Werkstatt. Es stellt das Martyrium der heiligen Barbara dar.
Im Maßwerk (ganz oben) ist das Wappen der Stifterfamilie Epinay angebracht. Das Fenster entstand vermutlich um 1554, kurz nach dem Tod von Guy d’Epinay.
Im Jahr 1868 wurde das Fenster von Hubert de Sainte-Marie restauriert, wobei kleine Ergänzungen vorgenommen wurden.

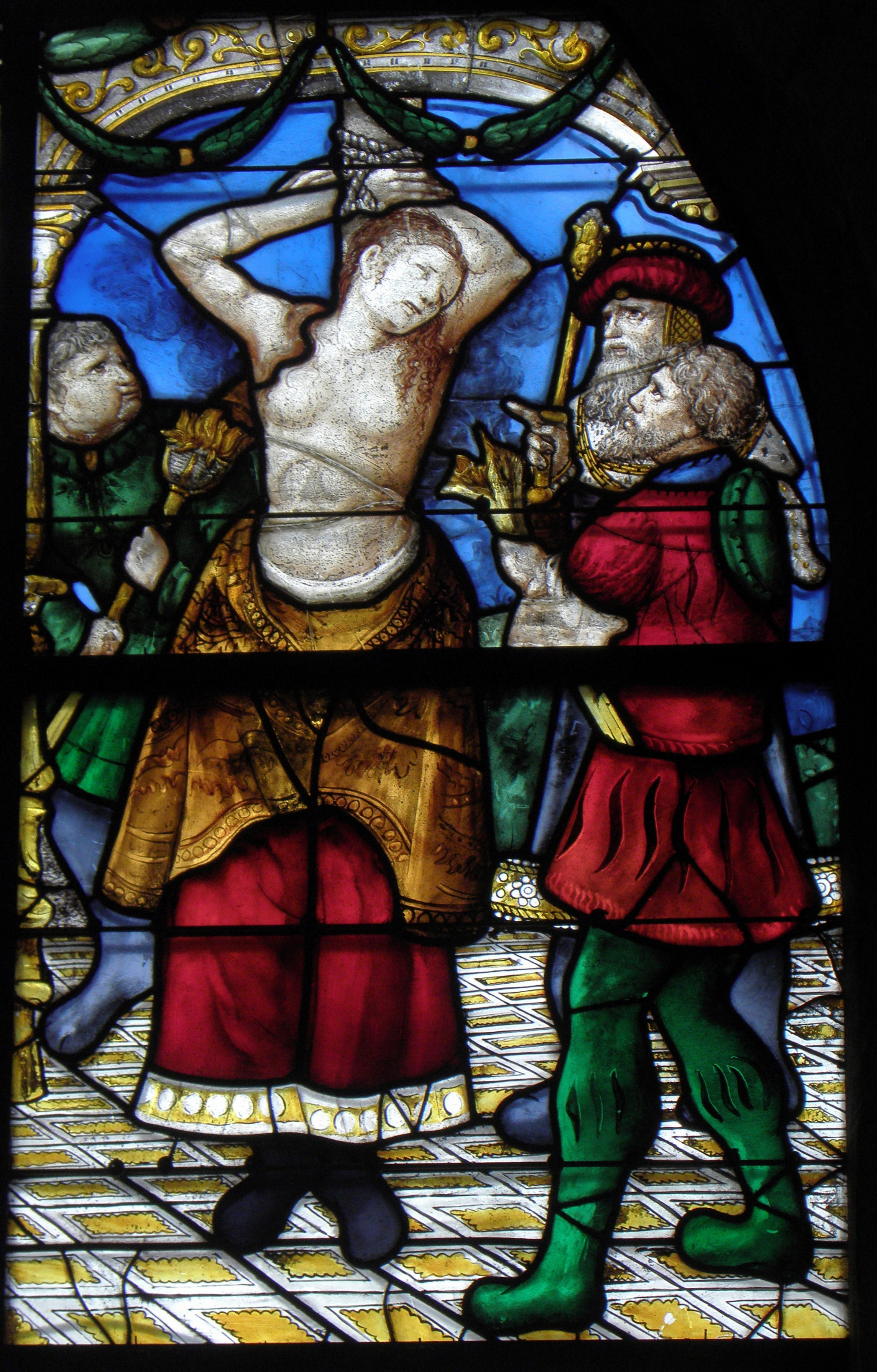
Misshandlung der heiligen Barbara
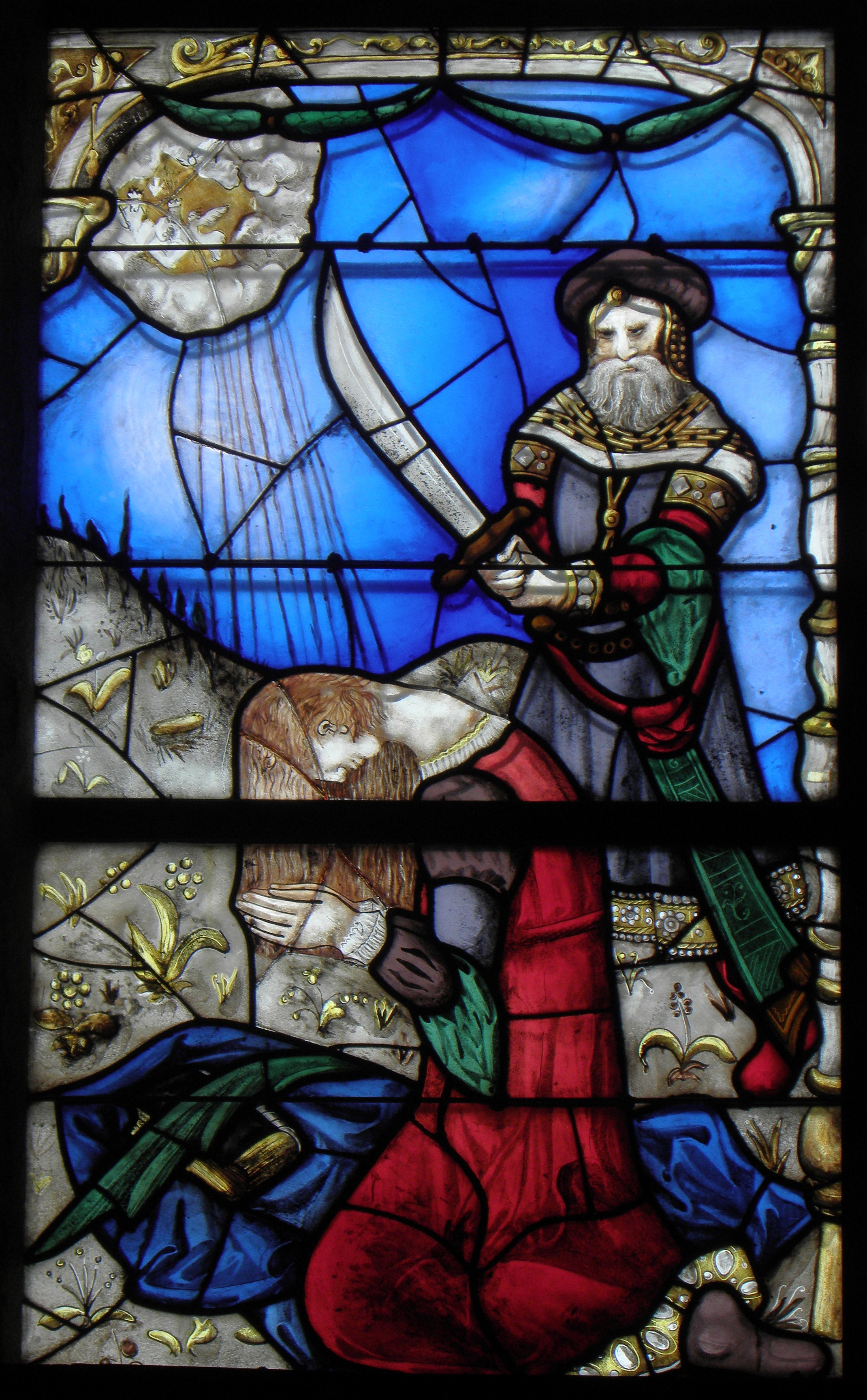
Enthauptung der heiligen Barbara
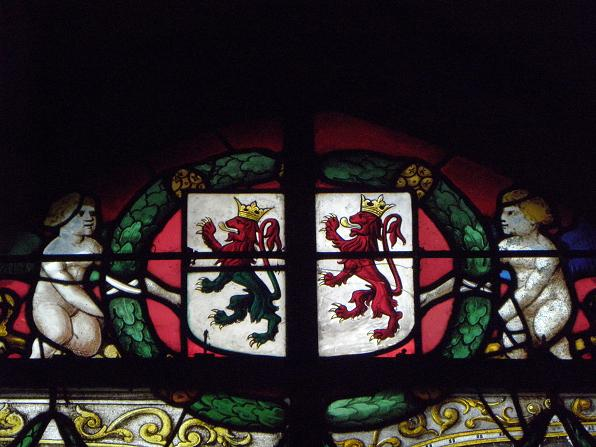
Wappen der Familie Epinay mit bekrönten Löwen